# Raoul van der Weide
Raoul van der Weide (* 1949 in Fontenailles) ist ein niederländischer Jazzbassist.
Van der Weide spielte sechs Jahre lang Violine im Noord-Hollands Jeugdorkest. Er studierte (klassischen) Kontrabass bei John Clayton und Norma Brooks und Kontrapunkt bei Guus Janssen.
Van der Weide arbeitete mit Bert Koppelaars PUNT-UIT Orkest und verschiedenen Formationen von Guus Janssen zusammen und war Mitglied von Paul Termos’ Trio, Burton Greenes Quartett, des Spazio Trio (mit Conny Bauer und Günter Sommer), des Luc Houtkamp Quartet und des Ab Baars Sextet. Er wirkte an mehreren Projekten von Peter Zegveld mit und spielte mit den 1995 mit dem Winnaars Dordtse Jazzprijs ausgezeichneten Gravitones, mit Joost Buis & The Famous Astronotes und dem New Crosscurrents Sextet.
Nach der Jahrtausendwende war van der Weide in zwei Formationen aktiv: dem Sound Lee! Quartet/Quintet (mit Guus Janssen, Jorrit Dijkstra, Jasper Blom und Wim Janssen), im Trio mit Matt Piet/Frank Rosaly (Out of Step) und dem As If Trio (mit Frank van Bommel und Wim Janssen). Anfang 2006 veröffentlichte er das Soloalbum Passages, das er seinem 2003 verstorbenen Freund und Kollegen Paul Termos widmete. 2012 bildete er gemeinsam mit Michiel Scheen und George Hadow das Blue Lines Trio, das zeitweise zum Blue Lines Sextett erweitert wurde.

## Diskographie
- Guus Janssen an His Orchestra: Dancing Series, 1989
- Sound Lee! plays the Music of Lee Konitz, 2003
- Passages, Soloalbum, 2006
- Blue Lines Sextet: Live at the Bimhuis (Casco 2017, mit Bart Maris, Wolter Wierbos, Ada Rave, Michiel Scheen, George Hadow)
- Roy Campbell, John Dikeman, Raoul van der Weide, Peter Jacquemyn, Klaus Kugel: When the Time Is Right (577 Records, 2021)
- Spirit in Spirit: Cinematico (2023, mit José Lencastre, Onno Govaert)